# Aristolochia reticulata
Aristolochia reticulata Nutt. – gatunek rośliny z rodziny kokornakowatych (Aristolochiaceae Juss.). Występuje naturalnie w południowej części Stanów Zjednoczonych, w stanach Teksas, Luizjana, Arkansas oraz Oklahoma.

## Morfologia
PokrójBylina o włochatych pędach. Dorasta do 40 cm wysokości.
LiścieMają owalny kształt. Mają 7–12 cm długości oraz 3–6 cm szerokości. Nasada liścia ma strzałkowaty kształt. Z zaokrąglonym lub tępym wierzchołkiem. Ogonek liściowy jest nagi i ma długość 1–8 mm.
KwiatyZygomorficzne. Zebrane są w gronach. Mają brązowo-purpurowo-czarniawą barwę. Dorastają do 50–70 mm długości i 10–30 mm średnicy. Mają kształt lekko wygiętej tubki. Łagiewka jest kulista u podstawy. Podsadki mają owalnie lancetowaty kształt.
OwoceTorebki o kulistym kształcie. Mają 1–2 cm długości i 1–3 cm szerokości. Pękają u podstawy.

## Biologia i ekologia
Rośnie na piaszczystym podłożu. Występuje na terenach nizinnych.